# Francina Margaretha van Huysum
Francina Margaretha van Huysum (Amsterdam, 1707 – Amsterdam, 1789) was een Nederlands kunstschilderes, bekend om haar schilderijen van bloemen.

## Biografie
Van Huysum was de dochter van Jan van Huysum en zij ondersteunde hem vermoedelijk bij zijn werk. In de 20 pagina's tellende biografie over haar vader, geschreven door Jan van Gool, is Margaretha Haverman volgens Van Gool de enige vrouw die zijn pupil mocht zijn "onder valse voorwendselen". Dit duidt erop dat Van Huysum bereid was om vrouwelijke familieleden van de familie en vrienden hem te laten helpen, maar dat hij de hulp van de mannelijke leerlingen vermeed uit angst voor onthulling van zijn techniek en daarmee het ontstaan van mogelijke concurrentie.
Volgens de RKD werden Van Huysums werken in eerste instantie toegeschreven aan haar vader Jan en oom Michiel en werden zij pas in 2006 aan haar toegeschreven door Sam Segal.

## Schilderijen

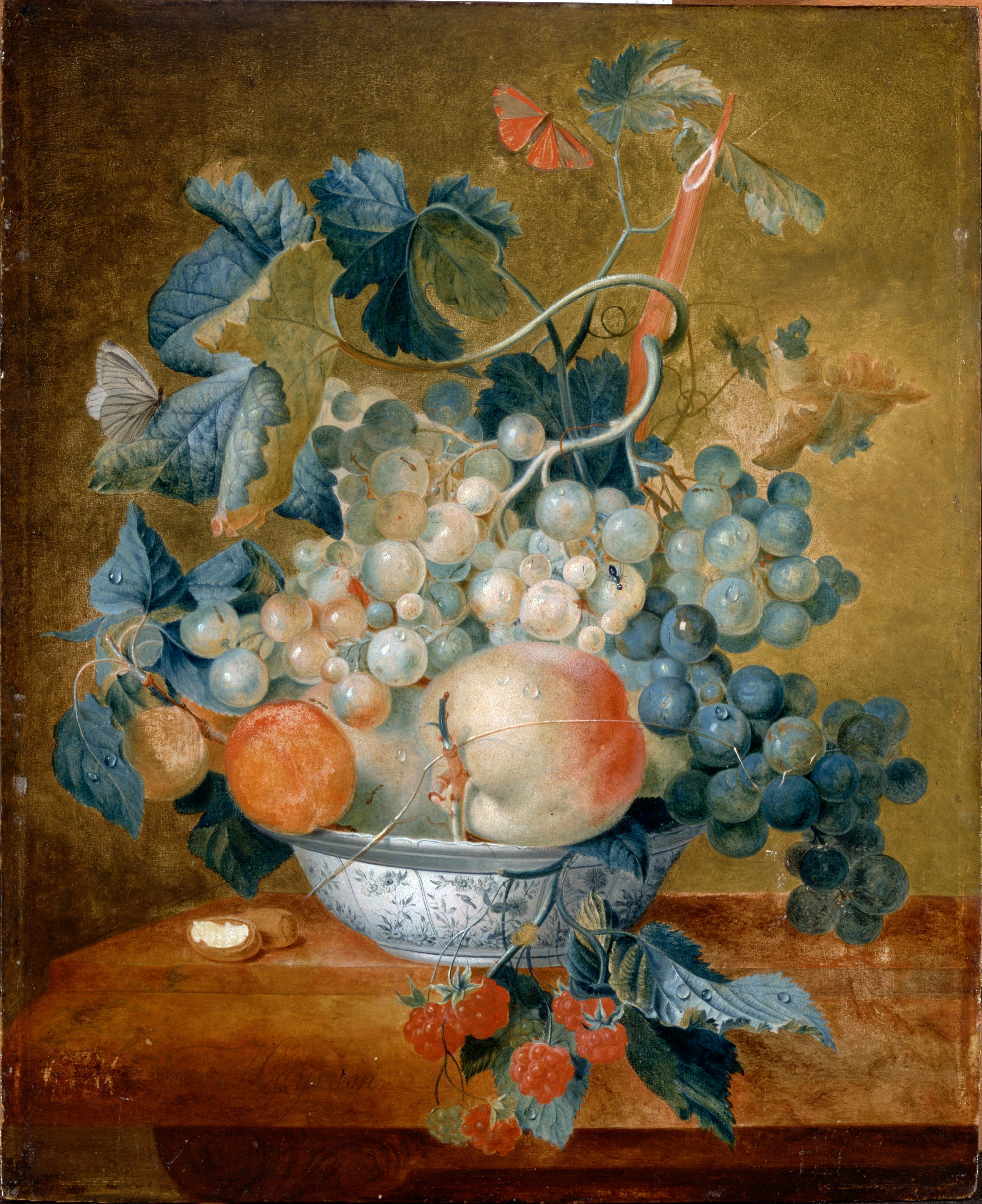
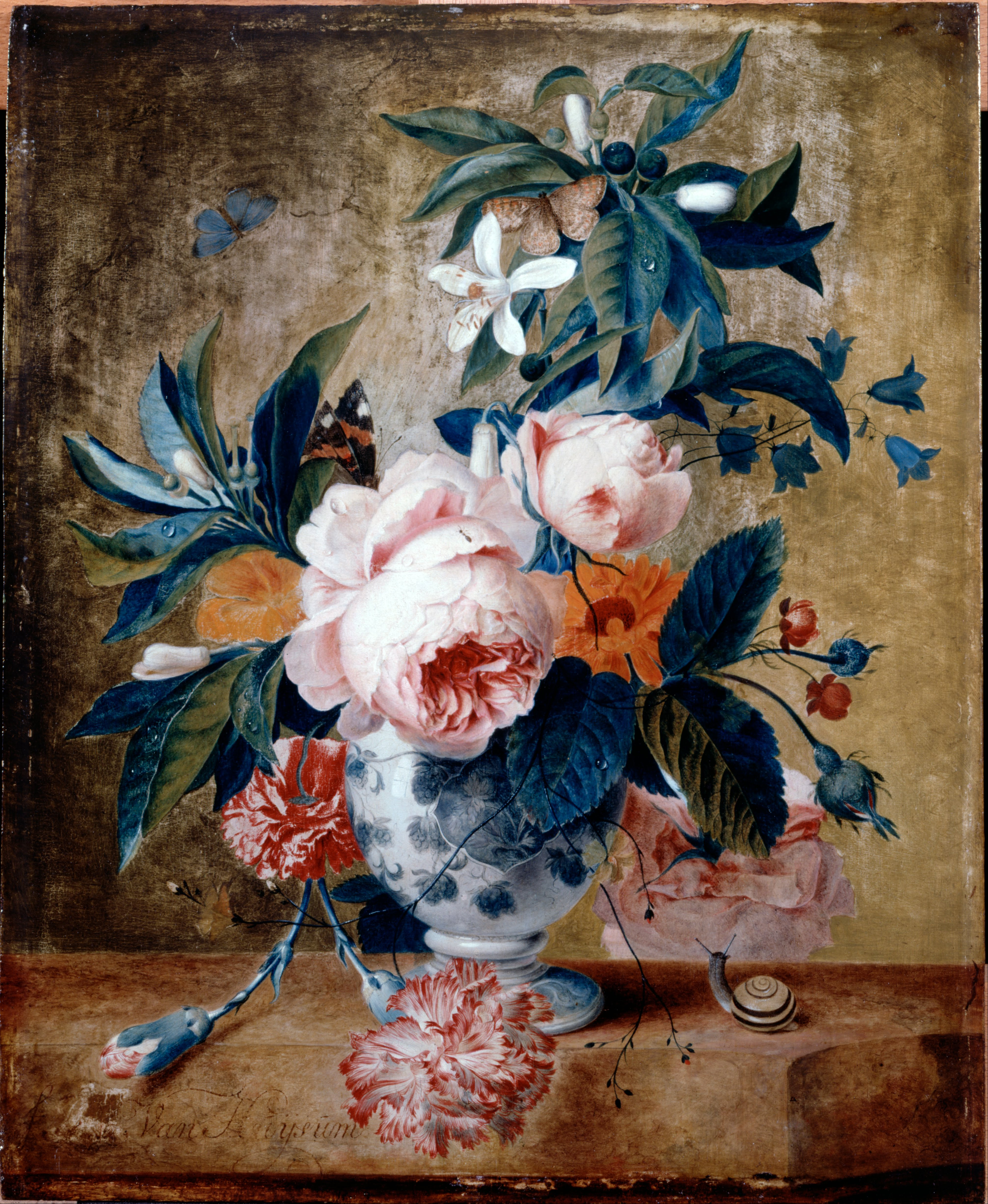